# トゥアチュア県
トゥアチュア県（トゥアチュアけん、ベトナム語：Huyện Tủa Chùa?）は、ベトナム社会主義共和国ディエンビエン省の県である。面積は679.41km²、人口は47,279人（2009年）である。

## 行政区画
1市鎮11社から構成される。